# Erechtia brevis
Erechtia brevis är en insektsart som beskrevs av Goding. Erechtia brevis ingår i släktet Erechtia och familjen hornstritar. Inga underarter finns listade i Catalogue of Life.